# New Libi
New Libi is een dorp in het oosten van Stoelmanseiland in het district Sipaliwini in Suriname. Het ligt aan de Marowijnerivier met uitzicht op Belikampoe aan tegenoverliggende oever in Frans-Guyana. Noordelijk ligt Sikisani en zuidelijk Koina.
Koina · Langatabbetje · Lokaloka · Nason · New Libi · Sikisani · Snesiekondre · Stoelmanseiland